# 湯殿川
湯殿川（ゆどのがわ）は、東京都八王子市の西南部を流れる多摩川水系の一級河川である。浅川（南浅川）支流である。別名小比企川、時田川。東京都南多摩西部建設事務所が管理を行う。

## 地理
東京都八王子市にある多摩丘陵の起点である小峰（追分）に源を発するとされている。しかし拓殖大学設置による開発によって川の一部が埋められており、八王子市館町の拓殖大学敷地内の調整池が源流とされているほか、神奈川県相模原市緑区城山付近が源流ともいわれている。寺田町付近まで蛇行した川筋であるが、以東は河川改修工事によりゆるやかな川筋となっている。館町で殿入川、寺田町で寺田川、片倉町で兵衛川を合わせる。

## 歴史

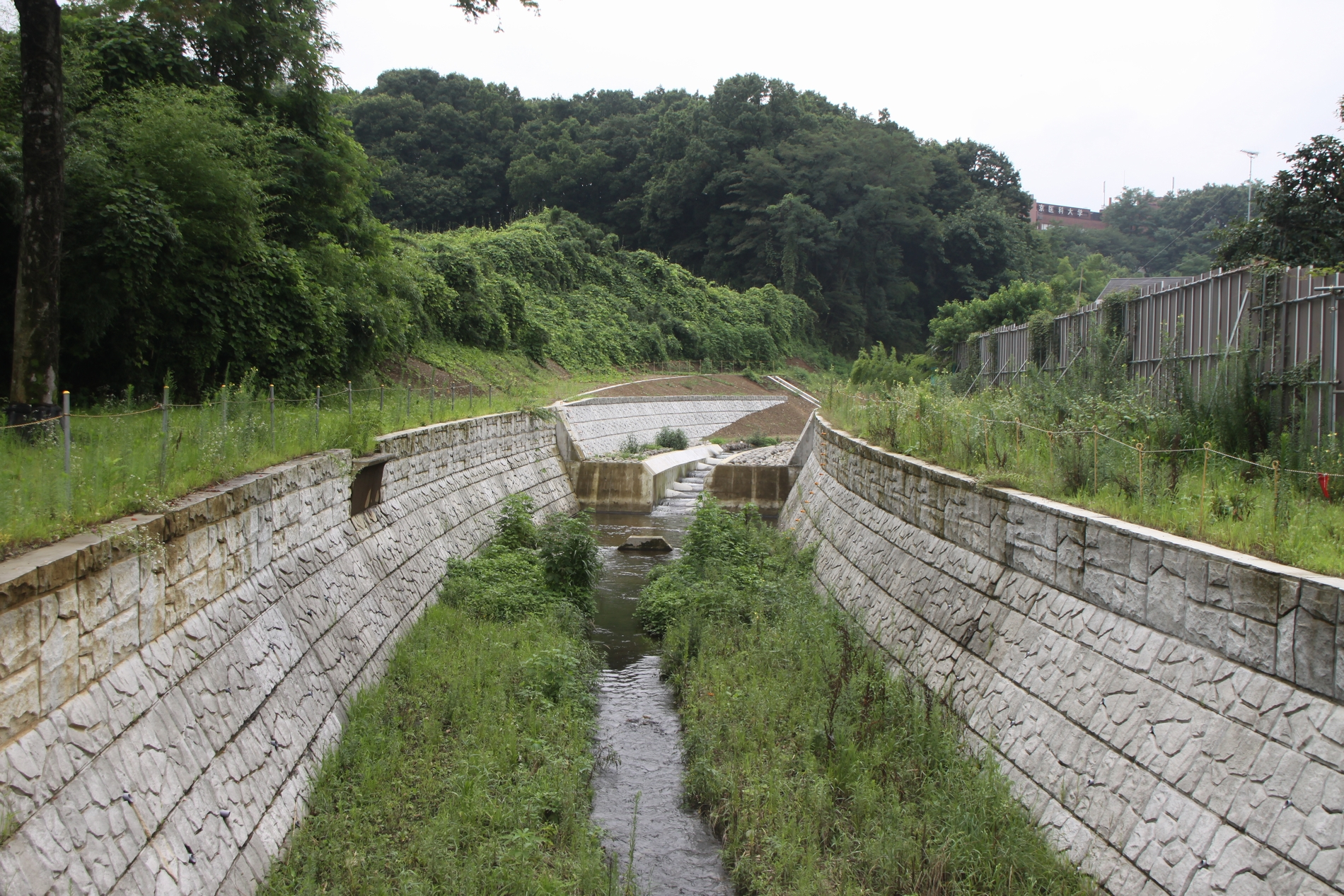
整備中の湯殿川（西明神橋から）

農業用水などに利用され由井村の発展に大きく貢献したとされているが、蛇行し川幅も狭かったことからたびたび洪水が発生していた。そのため川を直線にするとともに川幅を広げる改修工事が1940年（昭和15年）から行われており、2009年（平成21年）からは地蔵橋-湯島橋の区間で工事が行われた。

## 環境
河川整備に伴い遊歩道、親水護岸が設置されている。水質は近年改善しており、2003年（平成15年）に下流で行った水質調査では75パーセント生物化学的酸素要求量 (BOD) が4.1mg/lと、目標値の2mg/lを上回っていたが、2009年（平成21年）に行われた調査では1.1mg/lとなっている。
オイカワ、ギンブナ、タモロコなどの生物が生息する。

## 支流

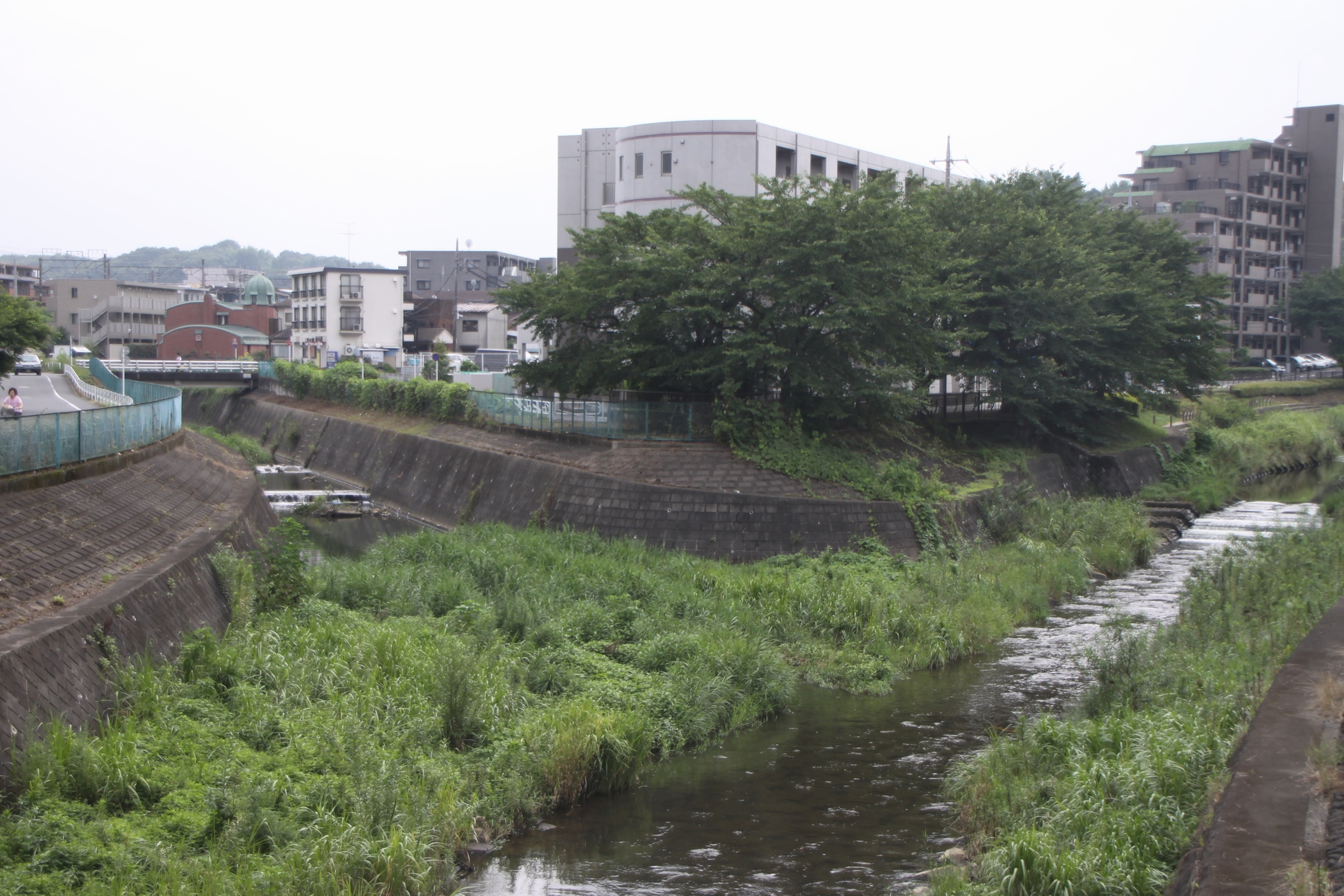
兵衛川との合流点

- 殿入川[2]
- 寺田川[2]
- 釜土用水[10]
- 坂下用水[10]
- 兵衛川[2]
- 長沼用水[10]

## 橋梁
上流から
- 山王橋
- 山湯橋
- 湯島橋（東京都道47号八王子町田線）
- 地蔵橋
- 西明神橋
- 明神橋
- 四谷橋
- 東橋
- 和合橋
- 新関橋
- 新田中橋＋西田中橋（ゆりのき通）
- 田中橋
- 境橋
- 椚橋（めじろ台グリーンヒル通）
- 船橋（東京都道・神奈川県道506号八王子城山線）
- 白旗橋（東京都道・神奈川県道506号八王子城山線）
- 大橋（東京都道・神奈川県道506号八王子城山線）
- 釜土橋
- 殿田橋
- 稲荷橋
- カタクリ橋
- 時田大橋
- 風原橋
- 住吉橋（国道16号）
- 新山王橋
- 東橋
- 打越橋（東京都道173号上館日野線）
- 日向前橋
- 湯殿川橋梁（JR横浜線）
- 八幡橋
- 時見橋
- 打越大橋
- 湯殿川橋（八王子バイパス）
- 下田橋
- 長沼第6架道橋（京王線）
- 新大畑橋
- 春日橋（東京都道174号長沼北野線）
- 春日橋人道橋
- 栄橋